# Познанский природоведческий университет
Университет естественных наук в Познани (пол. Uniwersytet Przyrodniczy w Poznaniu) — высшее учебное заведение в Познани (Польша).

## История
История Познанского природоведческого университета восходит к 1870 году, когда по инициативе Августа Цешковского в деревне Жабиково под Познанью был открыт Сельскохозяйственным университет им. Халины. На тот момент это было единственное высшее учебное заведение на территории Прусской Польши. Университет действовал в течение 7 лет и был закрыт по распоряжению Отто фон Бисмарка. Несмотря на то, что существование его было недолгим, университет сильно повлиял на уровень сельского хозяйства в воеводстве и укрепило идею создания высшего учебного заведения в Познани.
В 1919 году был открыт Университет имени Адама Мицкевича в Познани, называвшийся тогда Пястовским университетом, в состав которого, помимо прочих, входил факультет сельского и лесного хозяйства. При факультете был также создан дендрологический сад.
Во время Второй мировой войны, начиная с 1943 года, занятия проводились в тайном Университете Западных земель.
В 1949 году факультет сельского и лесного хозяйства был разделён на два отдельных: сельскохозяйственный факультет и факультет лесного хозяйства.

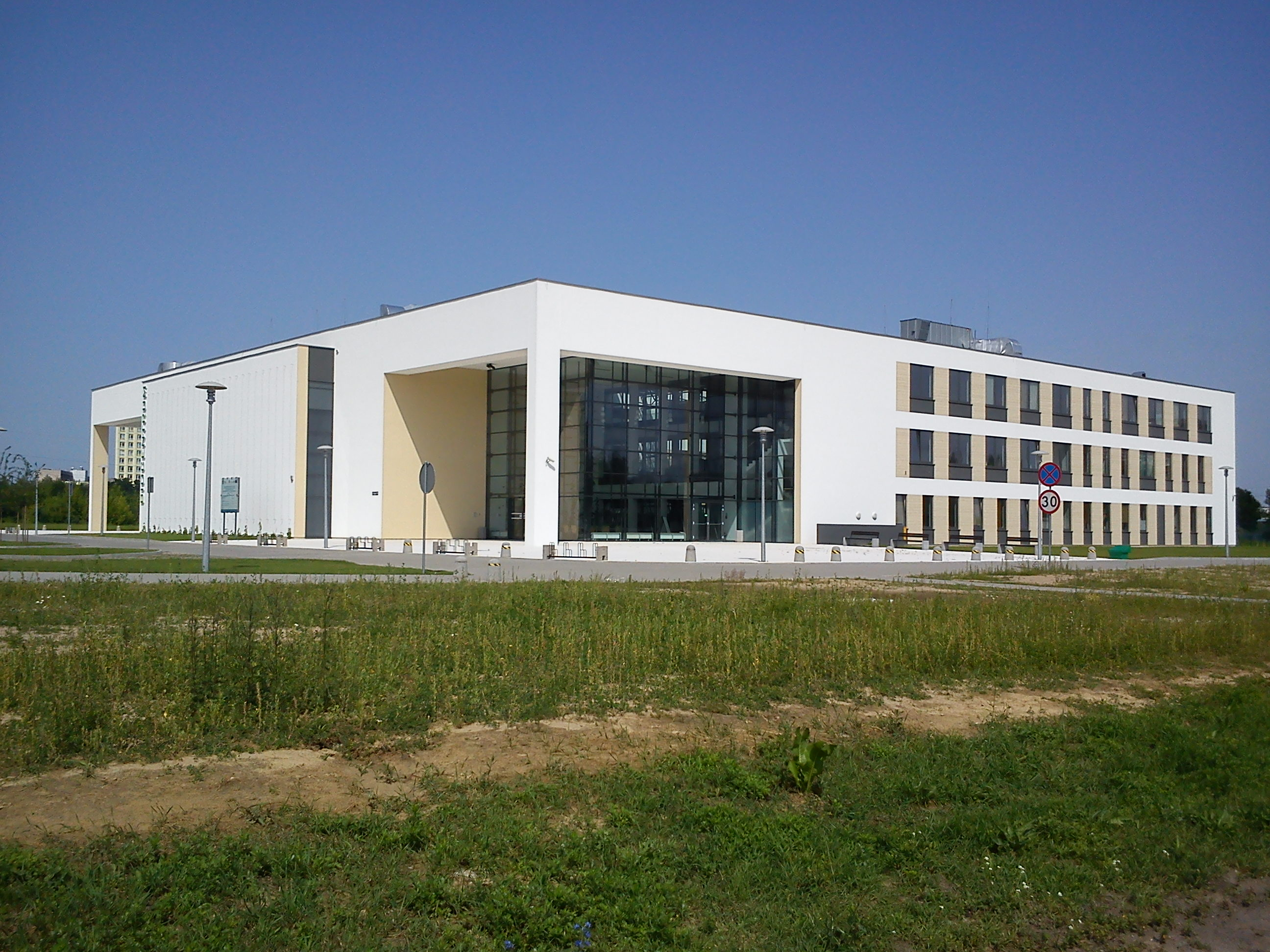
Биоцентр при университете

В 1951 году по распоряжению Совета министров данные факультеты были отделены от Университета им. Адама Мицкевича. Таким образом был создан Сельскохозяйственный университет. В разные годы были открыты следующие факультеты: зоотехнический (1951), технологии древесины (1954), садоводческий (1956), сельскохозяйственной и пищевой технологий (1962), водной мелиорации (1970), экономики и социальных наук (2007). В январе 2010 года сельскохозяйственный факультет был переименован на факультет сельского хозяйства и биоинженерии, а садоводческий — на факультет садоводства и ландшафтной архитектуры.
В 1972 году название университета было изменено на «Сельскохозяйственная академия», а 7 февраля 2008 года академия была переименована на Познанский природоведческий университет.

## Описание
Университет предлагает обучение по 23 специальностям степени инженера или бакалавра и по 22 специальностям степени магистра.
Используется Европейская система перевода и накопления баллов (ECTS). Университет принимает участие в Эразмусе и Программе Леонардо да Винчи.

## Факультеты и специальности
- Сельского хозяйства, садоводства и биоинженерии
  - Ландшафтная архитектура — степень инженера и магистра
  - Биотехнология — степень инженера и магистра
  - Охрана окружающей среды — степень инженера и магистра
  - Садоводство — степень инженера и магистра
  - Сельское хозяйство — степень инженера и магистра
- Лесоводства и технологии древесины
  - Лесоводство — степень инженера и магистра
  - Проектирование мебели — степень инженера и магистра
  - Технология древесины — степень инженера и магистра
  - Охрана природы и просвещение в области природы и леса — степень магистра
- Пищевых наук и питания
  - Диетология — степень бакалавра и магистра
  - Качество и безопасность пищевых продуктов — степень инженера
  - Технология пищевой промышленности и питание человека — степень инженера и магистра
- Ветеринарной медицины
  - Прикладная биология — степень бакалавра и магистра
  - Ветеринария — степень магистра
  - Зоотехния — степень инженера и магистра
- Инженерии окружающей среды и машиностроения
  - Экоэнергетика — степень инженера и магистра
  - Геотехнология, гидротехника, водный транспорт — степень инженера
  - Пространственное управление — степень инженера и магистра
  - Прикладная информатика — степень инженера и магистра
  - Сельскохозяйственная инженерия — степень инженера и магистра
  - Инженерия окружающей среды — степень инженера и магистра
- Экономический
  - Экономика — степень бакалавра и магистра
  - Финансы и учёт — степень бакалавра и магистра